# Palenque
Palenque (Bàak') là tên một thành phố Maya cổ tại México. Phần lớn di tích nay đã bị rừng rậm bao phủ. Thành phố thời kỳ tiền Colombo và Vườn quốc gia Palenque tọa lạc bên bờ sông Usumacinta trong tiểu bang Chiapas của Mexico, cách thành phố cảng Ciudad del Carmen 130 km về phía đông và cao 150 mét so với mực nước biển. Palenque nhỏ hơn hai thành phố Tikal và Copán ở gần đấy.
Công trình nổi tiếng nhất trong thành phố chính là lăng mộ của Pakal Đại đế (hay còn gọi là K'inich Janaab' Pakal) hay là Đền của những câu khắc. Lăng mộ được xây theo phong cách giản dị, thấp hơn các lăng mộ Maya khác. Hai bên cầu thang đi lên lăng mộ được chạm trổ rất tinh tế. Hai bên là những bức tượng thần linh, nhiều nhất là thần Quetzalcoatl.
Năm 1987, UNESCO đã công nhận Palenque là di sản thế giới.

## Liên quan
1. Lăng mộ Pakal Đại đế ở Palenque được xuất hiện trong bộ phim "The Maya - Death Empire", một bộ phim tài liệu trong loạt phim History Channel: Engineering an Empire của History Channel.